# Marcinowa Wola
Marcinowa Wola (deutsch Marczinawolla, 1929 bis 1945 Martinshagen) ist ein Dorf in der polnischen Woiwodschaft Ermland-Masuren, das zur Landgemeinde Miłki (Milken) im Powiat Giżycki (Kreis Lötzen) gehört.

## Geographische Lage
Marcinowa Wola liegt in der östlichen Mitte der Woiwodschaft Ermland-Masuren am Westufer des Jezioro Buwełno (auch: Martinshagener See, deutsch Buwelno-See). Bis zur Kreisstadt Giżycko (Lötzen) sind es 16 Kilometer in nordwestlicher Richtung. Innerhalb des Ortes befindet sich der Soldatenfriedhof in Marczyna Wolla, ein Ehrenfriedhof für die Gefallenen im Ersten Weltkrieg (polnisch Cmentarz wojenny z I wojny światowej).

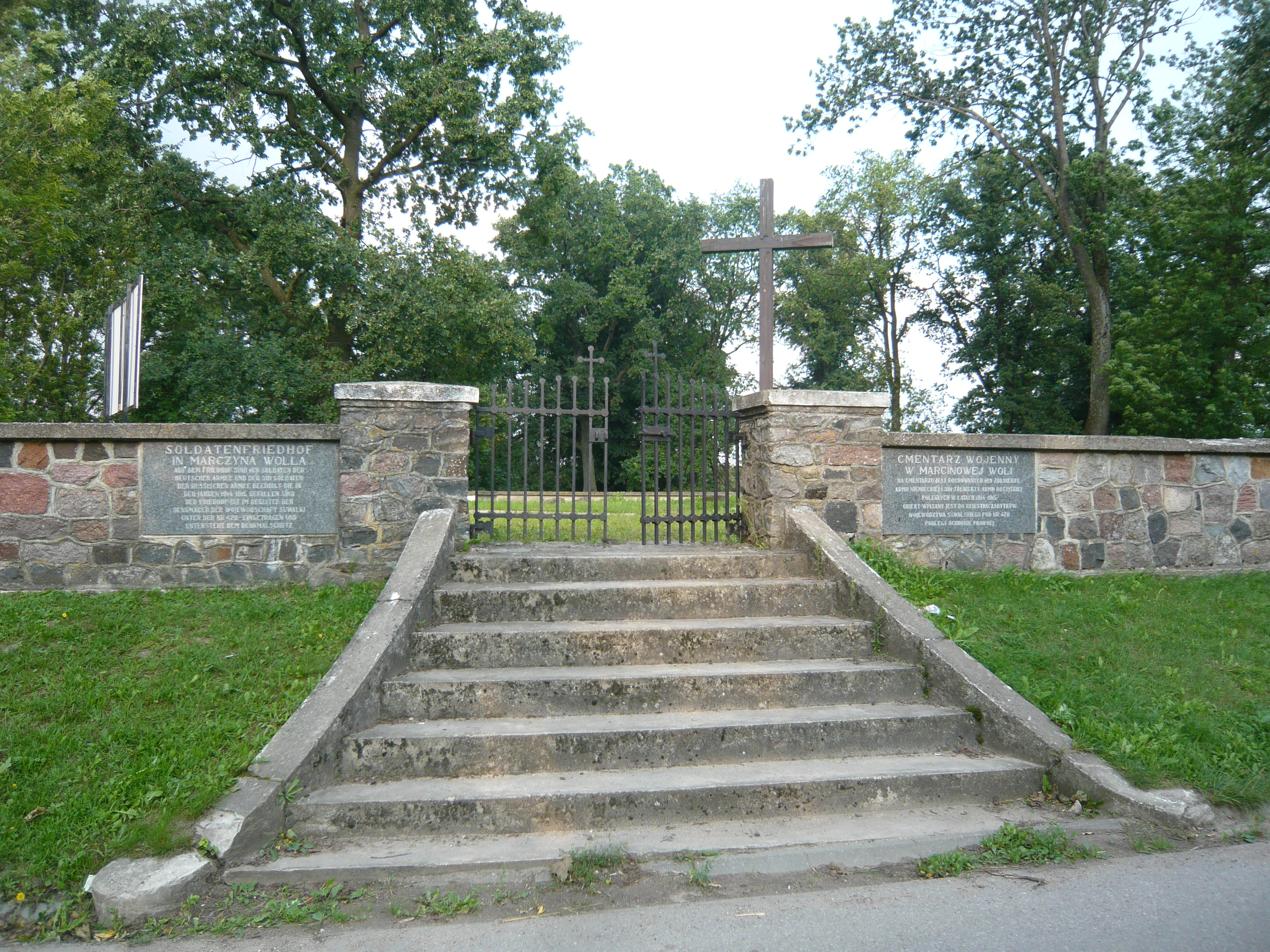
Eingang zum Ehrenfriedhof in Marcinowa Wola (Marczinawolla/Martinshagen)

## Geschichte
Das vor 1785 Marczinowen, nach 1818 Martzinowolla, bis 1929 Marczinawolla genannte Dorf wurde 1533/1571 gegründet. 
Von 1874 bis 1945 war es als eigenständige Landgemeinde in den Amtsbezirk Milken (polnisch Miłki) im Kreis Lötzen im Regierungsbezirk Gumbinnen (1905 bis 1945: Regierungsbezirk Allenstein) in der preußischen Provinz Ostpreußen eingegliedert. Im gleichen Zeitraum gehörte das Dorf zum Standesamt Milken. Zu der Landgemeinde gehörte auch der Wohnplatz Truchsen.
Im Jahr 1910 waren in Marczinawolla 454 Einwohner gemeldet. Aufgrund der Bestimmungen des Versailler Vertrags stimmte die Bevölkerung im Abstimmungsgebiet Allenstein, zu dem Marczinawolla gehörte, am 11. Juli 1920 über die weitere staatliche Zugehörigkeit zu Ostpreußen (und damit zu Deutschland) oder den Anschluss an Polen ab. In Marczinawolla stimmten 300 Einwohner für den Verbleib bei Ostpreußen, auf Polen entfielen keine Stimmen.
Am 15. Juni 1929 wurde der Ort in „Martinshagen“ umbenannt. Die Zahl der Einwohner stieg bis 1933 auf 472 und belief sich 1939 noch auf 458.
In Folge des Zweiten Weltkrieges kam der Ort 1945 mit dem gesamten südlichen Ostpreußen zu Polen und erhielt die polnische Ortsbezeichnung „Marcinowa Wola“. Heute ist er Sitz eines Schulzenamtes (polnisch sołectwo) und eine Ortschaft im Verbund der Landgemeinde Miłki (Milken) im Powiat Giżycki (Kreis Lötzen), vor 1998 der Woiwodschaft Suwałki, seither der Woiwodschaft Ermland-Masuren zugehörig.

## Religionen
Bis 1945 war Marczinawolla resp. Martinshagen in die evangelische Kirche Milken in der Kirchenprovinz Ostpreußen der Kirche der Altpreußischen Union und in die katholische Pfarrkirche St. Bruno Lötzen im Bistum Ermland eingepfarrt.
Heute gehört Marcinowa Wola zur evangelischen Pfarrkirche Giżycko in der Diözese Masuren der Evangelisch-Augsburgischen Kirche in Polen sowie zur katholischen Pfarrgemeinde Miłki im Bistum Ełk der Römisch-katholischen Kirche in Polen. Sie unterhält in Marcinowa Wola eine eigene Filialkapelle.

## Verkehr
Marcinowa Wola liegt an einer Nebenstraße, die die polnische Landesstraße DK 63 (ehemalige deutsche Reichsstraße 131) bei Miłki (Milken) mit der Landesstraße DK 16 (Reichsstraße 127) bei Drozdowo (Drosdowen, 1938 bis 1945 Drosselwalde) verbindet. 